# Adolf Johansson (författare)

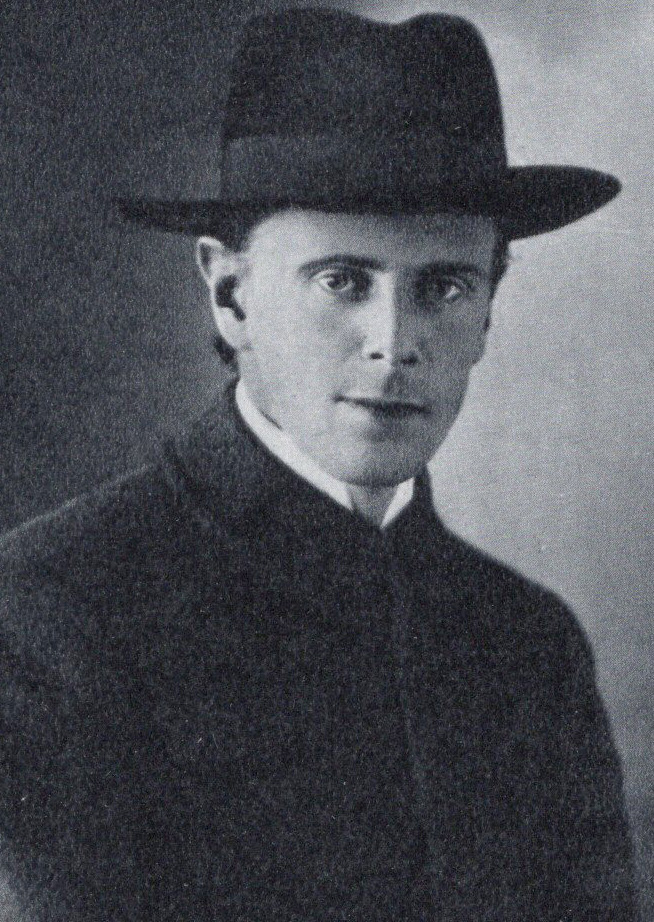
Adolf Johansson

Adolf Fredrik Johansson, född 14 september 1889 i Oskarshamn, död där 14 januari 1934, var en svensk författare och journalist. Han var bror till Gustaf Johansson.

## Biografi
Fadern var advokat och Johansson avlade studentexamen 1911. Han var redaktör för Oskarshamns-Tidningen, men medarbetade även i annan press, såsom Hvar 8 Dag, Vecko-Journalen och Bonniers veckotidning. Som skönlitterär författare gav Johansson ut natur- och folklivsskildringar. Vissa av dem var inspirerade av Jack Londons vildmarksskildringar. Romanen De röda huvudena 1917, blev en stor succé och utkom i över tjugo upplagor, tryckta i över 20.000 exemplar. Där skildras den nordligaste delen av Döderhult som länge var en orörd vildmark.